# Sayward
Sayward est un village de Colombie-Britannique, du nord de l'île de Vancouver, au Canada.

## Démographie
| 2001 | 2006 | 2011 | 2016 |
| ---- | ---- | ---- | ---- |
| 379  | 341  | 317  | 311  |